# American Marketing Association
Die American Marketing Association ist eine weltweit agierende wissenschaftliche Vereinigung im Marketingbereich.
Im Jahr 1998 hatte sie 40.000 Mitglieder.
Die AMA wurde 1937 aus den Vorgängerorganisationen National Association of Marketing Teachers und American Marketing Society gebildet. Sie veröffentlicht des Weiteren zahlreiche Publikationen.
Die AMA ist Herausgeber der angesehenen Zeitschriften Journal of Marketing und Journal of Marketing Research.